# رواية أسميتها سحمات
أسميتها سحمات تجسس تندرج ضمن الأدب البوليسي للمؤلف الهندي هاريندر سيكا و هو ضابط بحري سابق في الجيش الهندي إضافة لكونه صحفيا. اقتبس أحداث الرواية من قصة حقيقية لفتاة هندية حدثت سنة 1971 بعد أن سمع عنها من قبل ابنها في إحدى مقابلاته سنة 1999. قد كلفته هذه الرواية ثماني سنوات من البحث، بما في ذلك زيارتين إلى باكستان، للإلمام بكافة جوانب هذه القصة. قد تم تغيير اسم بطلة الرواية الحقيقة لدواع أمنية.
و قد اقتبس فيلم من هذه الرواية و هو الفيلم البوليوودي Raazi [بحاجة لمصدر] من بطولة الممثل عليا بهات وفيكي كوشال و من أنتاج كاران جوهر و إخراج ميجنا جولزار قد عرض الفيلم في 11 مايو 2018.